# Eredivisie (vrouwenhandbal) 2023/24
De eredivisie is de hoogste afdeling van het Nederlandse handbal bij de dames op landelijk niveau.
Door de fusie tussen Cabooter Group/HandbaL Venlo en Blerick werd het team van HandbaL Venlo vervangen door Gabooter Group/HC Groot Venlo.
In de eerste divisie 2022/23 wordt het tweede team van OTTO Work Force/VOC kampioen. Doordat het eerste team van VOC al in de eredivisie speelt was VOC 2 uitgespoten voor promotie naar de eredivisie. Hiervoor ging de promotieplaats naar de nummer twee Fortissimo, maar het club trok het team vorig jaar terug uit de eredivisie. Hierdoor zijn de dames van Fortissimo ook uitgesloten van promotie. De nummer drie, MHV '81 weigerde om te promoveren. Hierdoor promoveerde Misker/E&O naar de eredivisie.

## Opzet
- Teams die voor de kampioenspoule zijn geplaatst zijn direct geplaatst voor de 1/8 finales van de landelijke bekercompetitie in het seizoen 2024/2025.
- de nummers 9 en 10 plaatsen zich direct voor de 1/8 finales van de landelijke bekercompetitie in het seizoen 2024/2025.
- de nummer 12 degradeert naar de Eerste divisie.
- Indien een vereniging met een team in de kampioenspoule van de nacompetitie eredivisie een tweede team heeft dat uitkomt in de eerste divisie, kan het team van betrokken vereniging niet in aanmerking komen voor promotie naar de eredivisie.

## Teams
| Ploeg                         | Plaats     | Provincie     | Trainer(s)                                                | Hal            |
| ----------------------------- | ---------- | ------------- | --------------------------------------------------------- | -------------- |
| Boer'n Trots Kaas/DSVD        | Deurningen | Overijssel    | Jop Hagreize Tim Bloemen ontslagen februari 2024          | 't Hoge Vonder |
| Misker/E&O                    | Emmen      | Drenthe       | Jan Gerald Mulder Henrik Bergholt ontslagen november 2023 | Oosting Arena  |
| Cabooter Group/HC Groot Venlo | Venlo      | Limburg       | Robin Gielen                                              | Egerbos        |
| Zwartwoud/Kwiek               | Raalte     | Overijssel    | Edwin Kippers                                             | Tijenraan      |
| PSV Handbal                   | Eindhoven  | Noord-Brabant | Chantalle Ermans                                          | De Vijfkamp    |
| HV Quintus                    | Kwintsheul | Zuid-Holland  | Rolf Schulte                                              | Eekhout Hal    |
| Westfriesland/SEW             | Nibbixwoud | Noord-Holland | Michael Vijverberg                                        | De Bloesem     |
| Venéco VELO                   | Wateringen | Zuid-Holland  | Nico Stet                                                 | VELO hal       |
| Geonius/V&L                   | Geleen     | Limburg       | Jo Smeets Harold Nüsser ontslagen op november 2023        | Glanerbrook    |
| OTTO Work Force/VOC           | Amsterdam  | Noord-Holland | Rachel de Haze                                            | Elzenhagen     |
| Garage Kil/Volendam           | Volendam   | Noord-Holland | Maurits van Buren Zsigmond Makay ontslagen april 2024     | Opperdam       |
| JuRo Unirek/VZV               | 't Veld    | Noord-Holland | Edwin Janssen                                             | 't Zijveld     |

## Reguliere competitie

### Stand
| Pos | Club                          | Wed | W  | G | V  | Ptn | DV  | DT  | +/−  | Opmerking                      |
| --- | ----------------------------- | --- | -- | - | -- | --- | --- | --- | ---- | ------------------------------ |
| 1   | OTTO Work Force/VOC           | 22  | 21 | 0 | 1  | 42  | 753 | 525 | 228  | Geplaatst voor kampioenspoule  |
| 2   | Cabooter Group/HC Groot Venlo | 22  | 20 | 0 | 2  | 40  | 761 | 550 | 211  | Geplaatst voor kampioenspoule  |
| 3   | JuRo Unirek/VZV               | 22  | 16 | 0 | 6  | 32  | 717 | 643 | 74   | Geplaatst voor kampioenspoule  |
| 4   | Venéco VELO                   | 22  | 14 | 1 | 7  | 29  | 631 | 584 | 47   | Geplaatst voor kampioenspoule  |
| 5   | Zwartwoud/Kwiek               | 22  | 12 | 1 | 9  | 25  | 655 | 656 | -1   | Geplaatst voor kampioenspoule  |
| 6   | HV Quintus                    | 22  | 12 | 0 | 10 | 24  | 648 | 626 | 22   | Geplaatst voor kampioenspoule  |
| 7   | Westfriesland/SEW             | 22  | 11 | 0 | 11 | 22  | 669 | 640 | 29   | Geplaatst voor kampioenspoule  |
| 8   | Geonius/V&L                   | 22  | 8  | 1 | 13 | 17  | 586 | 660 | -74  | Geplaatst voor kampioenspoule  |
| 9   | Boer'n Trots Kaas/DSVD        | 22  | 6  | 1 | 15 | 13  | 680 | 758 | -78  | Geplaatst voor degradatiepoule |
| 10  | Garage Kil/Volendam           | 22  | 6  | 0 | 16 | 12  | 608 | 717 | -109 | Geplaatst voor degradatiepoule |
| 11  | PSV Handbal                   | 22  | 3  | 0 | 19 | 6   | 575 | 736 | -161 | Geplaatst voor degradatiepoule |
| 12  | Misker/E&O                    | 22  | 1  | 0 | 21 | 2   | 538 | 726 | -188 | Geplaatst voor degradatiepoule |

Bron: NHV Uitslagen-standen

### Uitslagen
|                               | DSV     | E&O     | VEN     | KWI     | PSV     | QUI     | SEW     | VEL     | V&L     | VOC     | VOL     | VZV     |
| ----------------------------- | ------- | ------- | ------- | ------- | ------- | ------- | ------- | ------- | ------- | ------- | ------- | ------- |
| Boer'n Trots Kaas/DSVD        |         | 39 - 29 | 37 - 46 | 37 - 38 | 23 - 28 | 36 - 43 | 28 - 36 | 34 - 32 | 37 - 37 | 33 - 43 | 38 - 31 | 32 - 36 |
| Misker/E&O                    | 30 - 32 |         | 19 - 37 | 25 - 27 | 22 - 33 | 23 - 27 | 33 - 36 | 29 - 31 | 19 - 26 | 21 - 30 | 26 - 27 | 24 - 36 |
| Cabooter Group/HC Groot Venlo | 38 - 27 | 42 - 24 |         | 34 - 23 | 47 - 24 | 40 - 24 | 27 - 22 | 29 - 23 | 36 - 26 | 26 - 28 | 46 - 31 | 36 - 29 |
| Zwartwoud/Kwiek               | 36 - 24 | 30 - 28 | 23 - 32 |         | 41 - 31 | 33 - 27 | 32 - 31 | 24 - 24 | 24 - 25 | 23 - 33 | 28 - 35 | 25 - 24 |
| PSV Handbal                   | 23 - 34 | 20 - 23 | 24 - 34 | 23 - 37 |         | 24 - 32 | 31 - 32 | 25 - 36 | 36 - 31 | 21 - 36 | 27 - 33 | 27 - 40 |
| HV Quintus                    | 31 - 21 | 33 - 22 | 26 - 31 | 31 - 25 | 33 - 23 |         | 30 - 23 | 28 - 25 | 30 - 23 | 22 - 26 | 35 - 25 | 28 - 31 |
| Westfriesland/SEW             | 43 - 31 | 40 - 22 | 23 - 33 | 25 - 33 | 28 - 25 | 35 - 28 |         | 25 - 28 | 41 - 24 | 23 - 31 | 35 - 22 | 30 - 34 |
| Venéco VELO                   | 36 - 27 | 35 - 21 | 18 - 26 | 26 - 20 | 30 - 27 | 30 - 26 | 28 - 22 |         | 28 - 16 | 22 - 32 | 32 - 26 | 29 - 35 |
| Geonius/V&L                   | 31 - 29 | 33 - 22 | 17 - 29 | 29 - 38 | 33 - 24 | 28 - 25 | 24 - 34 | 32 - 35 |         | 21 - 33 | 31 - 20 | 22 - 26 |
| OTTO Work Force/VOC           | 36 - 24 | 39 - 17 | 28 - 23 | 39 - 24 | 40 - 27 | 37 - 28 | 36 - 27 | 30 - 19 | 33 - 17 |         | 43 - 18 | 36 - 29 |
| Garage Kil/Volendam           | 21 - 29 | 32 - 30 | 25 - 36 | 37 - 38 | 35 - 26 | 35 - 28 | 31 - 34 | 19 - 31 | 24 - 29 | 28 - 33 |         | 29 - 30 |
| JuRo Unirek/VZV               | 34 - 28 | 41 - 29 | 29 - 33 | 36 - 33 | 36 - 26 | 30 - 33 | 29 - 24 | 31 - 33 | 37 - 31 | 32 - 31 | 32 - 24 |         |

Bron: NHV Uitslagen-standen

## Nacompetitie

### Degradatiepoule

#### Stand
| Pos | Club                   | Wed | W | G | V | Ptn | DV  | DT  | +/− | Opmerking                         |
| --- | ---------------------- | --- | - | - | - | --- | --- | --- | --- | --------------------------------- |
| 1   | Boer'n Trots Kaas/DSVD | 6   | 3 | 0 | 3 | 9   | 174 | 184 | -10 |                                   |
| 2   | Garage Kil/Volendam    | 6   | 3 | 0 | 3 | 8   | 182 | 164 | 18  |                                   |
| 3   | PSV Handbal            | 6   | 3 | 0 | 3 | 7   | 156 | 166 | -10 |                                   |
| 4   | Misker/E&O             | 6   | 3 | 0 | 3 | 6   | 160 | 158 | 2   | Degradeert naar de eerste divisie |

Bron: NHV Uitslagen-standen

#### Uitslagen
|                        | DSV     | E&O     | PSV     | VOL     |
| ---------------------- | ------- | ------- | ------- | ------- |
| Boer'n Trots Kaas/DSVD |         | 24 - 34 | 25 - 28 | 40 - 33 |
| Misker/E&O             | 29 - 31 |         | 29 - 25 | 13 - 24 |
| PSV Handbal            | 29 - 19 | 23 - 30 |         | 31 - 27 |
| Garage Kil/Volendam    | 31 - 35 | 31 - 25 | 36 - 20 |         |

Bron: NHV Uitslagen-standen

### Kampioenspoule

#### Eerste ronde

##### Poule A

###### Stand
| Pos | Club                | Wed | W | G | V | Ptn | DV  | DT  | +/− | Opmerkingen                        |
| --- | ------------------- | --- | - | - | - | --- | --- | --- | --- | ---------------------------------- |
| 1   | OTTO Work Force/VOC | 6   | 6 | 0 | 0 | 15  | 210 | 153 | 57  | Geplaatst voor Best of Three Serie |
| 2   | Venéco VELO         | 6   | 3 | 1 | 2 | 9   | 158 | 159 | -1  |                                    |
| 3   | HV Quintus          | 6   | 1 | 1 | 4 | 4   | 154 | 175 | -21 |                                    |
| 4   | Geonius/V&L         | 6   | 1 | 0 | 5 | 2   | 156 | 191 | -35 |                                    |

Bron: NHV Uitslagen-standen

###### Uitslagen
|                     | QUI     | V&L     | VEL     | VOC     |
| ------------------- | ------- | ------- | ------- | ------- |
| HV Quintus          |         | 34 - 23 | 23 - 24 | 28 - 38 |
| Geonius/V&L         | 30 - 21 |         | 23 - 29 | 26 - 36 |
| Venéco VELO         | 26 - 26 | 31 - 25 |         | 25 - 29 |
| OTTO Work Force/VOC | 34 - 22 | 40 - 29 | 33 - 23 |         |

Bron: NHV Uitslagen-standen

##### Poule B

###### Stand
| Pos | Club                          | Wed | W | G | V | Ptn | DV  | DT  | +/− | Opmerkingen                        |
| --- | ----------------------------- | --- | - | - | - | --- | --- | --- | --- | ---------------------------------- |
| 1   | Cabooter Group/HC Groot Venlo | 6   | 5 | 0 | 1 | 13  | 195 | 167 | 28  | Geplaatst voor Best of Three Serie |
| 2   | JuRo Unirek/VZV               | 6   | 3 | 2 | 1 | 10  | 183 | 158 | 25  |                                    |
| 3   | Westfriesland/SEW             | 6   | 2 | 2 | 2 | 6   | 185 | 189 | -4  |                                    |
| 4   | Zwartwoud/Kwiek               | 6   | 0 | 0 | 6 | 1   | 133 | 182 | -49 |                                    |

Bron: NHV Uitslagen-standen

###### Uitslagen
|                               | VEN     | KWI     | SEW     | VZV     |
| ----------------------------- | ------- | ------- | ------- | ------- |
| Cabooter Group/HC Groot Venlo |         | 27 - 23 | 29 - 27 | 30 - 28 |
| Zwartwoud/Kwiek               | 19 - 32 |         | 25 - 28 | 20 - 31 |
| Westfriesland/SEW             | 39 - 51 | 31 - 24 |         | 29 - 29 |
| JuRo Unirek/VZV               | 31 - 26 | 33 - 22 | 31 - 31 |         |

Bron: NHV Uitslagen-standen

#### Tweede ronde

##### Rangschikkingswedstrijden
|  | Zwartwoud/Kwiek | 33 - 29 | Geonius/V&L |

|  | Geonius/V&L | 29 - 25 | Zwartwoud/Kwiek |

|  | HV Quintus | 35 - 31 | Westfriesland/SEW |

|  | Westfriesland/SEW | 37 - 24 | HV Quintus |

|  | Venéco VELO | 27 - 28 | JuRo Unirek/VZV |

|  | JuRo Unirek/VZV | 28 - 20 | Venéco VELO |

##### Best of Three
| 19 mei 2024 14:30 | OTTO Work Force/VOC | 28 - 29 | Cabooter Group/HC Groot Venlo | Elzenhagen, Amsterdam Scheidsrechters: Hommen, van Kessel |
| 19 mei 2024 14:30 | (12-16)             |         |                               | Elzenhagen, Amsterdam Scheidsrechters: Hommen, van Kessel |
| 19 mei 2024 14:30 |                     |         |                               | Elzenhagen, Amsterdam Scheidsrechters: Hommen, van Kessel |

| 26 mei 2024 14:15 | Cabooter Group/HC Groot Venlo | 20 - 19 | OTTO Work Force/VOC | Egerbos, Venlo Scheidsrechters: Klompers, Stobbe |
| 26 mei 2024 14:15 | (10-7)                        |         |                     | Egerbos, Venlo Scheidsrechters: Klompers, Stobbe |
| 26 mei 2024 14:15 |                               |         |                     | Egerbos, Venlo Scheidsrechters: Klompers, Stobbe |

| 2 juni 2024 13:30 | OTTO Work Force/VOC | v | Cabooter Group/HC Groot Venlo | Elzenhagen, Amsterdam |
| 2 juni 2024 13:30 |                     |   |                               | Elzenhagen, Amsterdam |
| 2 juni 2024 13:30 |                     |   |                               | Elzenhagen, Amsterdam |

## Eindstand
| 01. | Cabooter Group/HC Groot Venlo | - Landskampioen                       |
| 02. | OTTO Work Force/VOC           |                                       |
| 03. | JuRo Unirek/VZV               |                                       |
| 04. | Venéco VELO                   |                                       |
| 05. | Westfriesland/SEW             |                                       |
| 06. | HV Quintus                    |                                       |
| 07. | Zwartwoud/Kwiek               |                                       |
| 08. | Geonius/V&L                   |                                       |
| 09. | Boer'n Trots Kaas/DSVD        |                                       |
| 10. | Garage Kil/Volendam           |                                       |
| 11. | PSV Handbal                   |                                       |
| 12. | Misker/E&O                    | - Gedegradeerd naar de eerste divisie |